# Hinje (Žužemberk, Slovenija)
Hinje je naselje u slovenskoj Općini Žužemberku. Hinje se nalazi u pokrajini Dolenjskoj i statističkoj regiji Jugoistočnoj Sloveniji. 

## Stanovništvo
Prema popisu stanovništva iz 2002. godine naselje je imalo 67 stanovnika.